# サクラ・フワリ
「サクラ・フワリ」は、1998年3月25日に発売された松たか子の5枚目のシングル。発売元はアリスタジャパン。

## 解説
1998年9月発表アルバム『アイノトビラ』にはアコースティック・ギターを主体とした別バージョン「サクラ・フワリ（live live）」が収録された。

## タイアップ
「たかの友梨ビューティークリニック」CMソング。

## 収録曲
作詞:松たか子　作曲・編曲:武部聡志
1. サクラ・フワリ
2. あくび
3. サクラ・フワリ（ORIGINAL KARAOKE）
4. あくび（ORIGINAL KARAOKE）